# Athyrium brevistipes
Athyrium brevistipes är en majbräkenväxtart som beskrevs av Ren-Chang Ching. Athyrium brevistipes ingår i släktet Athyrium och familjen Athyriaceae. Inga underarter finns listade.